# اشناپس

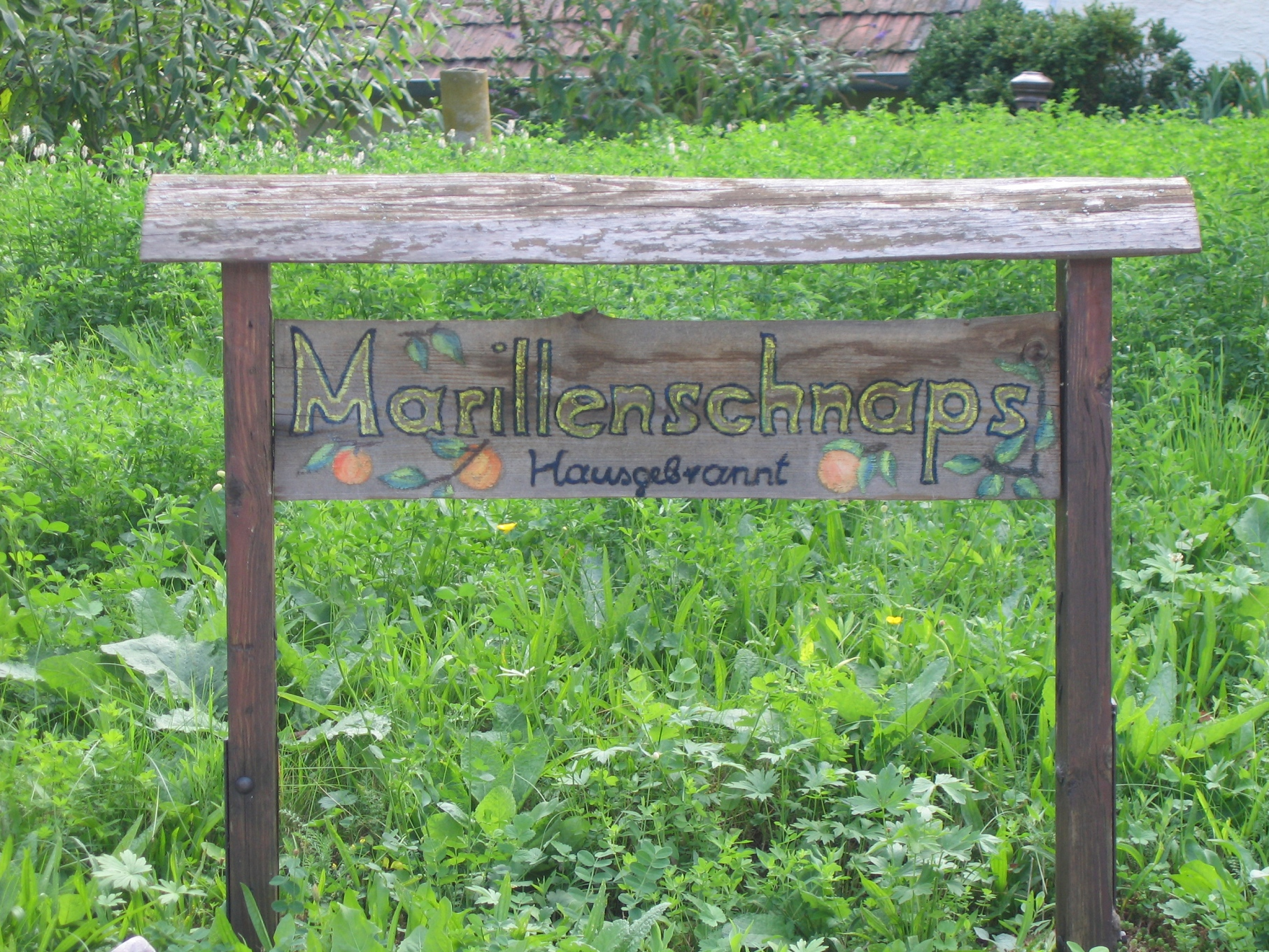
باغی در اتریش برای تهیهMarillenschnaps خانگی ، Obstler (کنیاک میوه) ساخته شده از زردآلو

اشناپس ( ‎/ʃnɑːps/‎ یا ‎/ʃnæps/‎ ) یا schnaps نوعی از نوشیدنی الکلی که ممکن است به اشکال مختلف، از جمله تقطیر  شربت میوه ،  گیاهی لیکور ، ساخته می شود که با اضافه کردن شربت میوه ، ادویه جات ، ترشی جات و یا طعم دهنده های مصنوعی در انواع مختلفی می باشد .

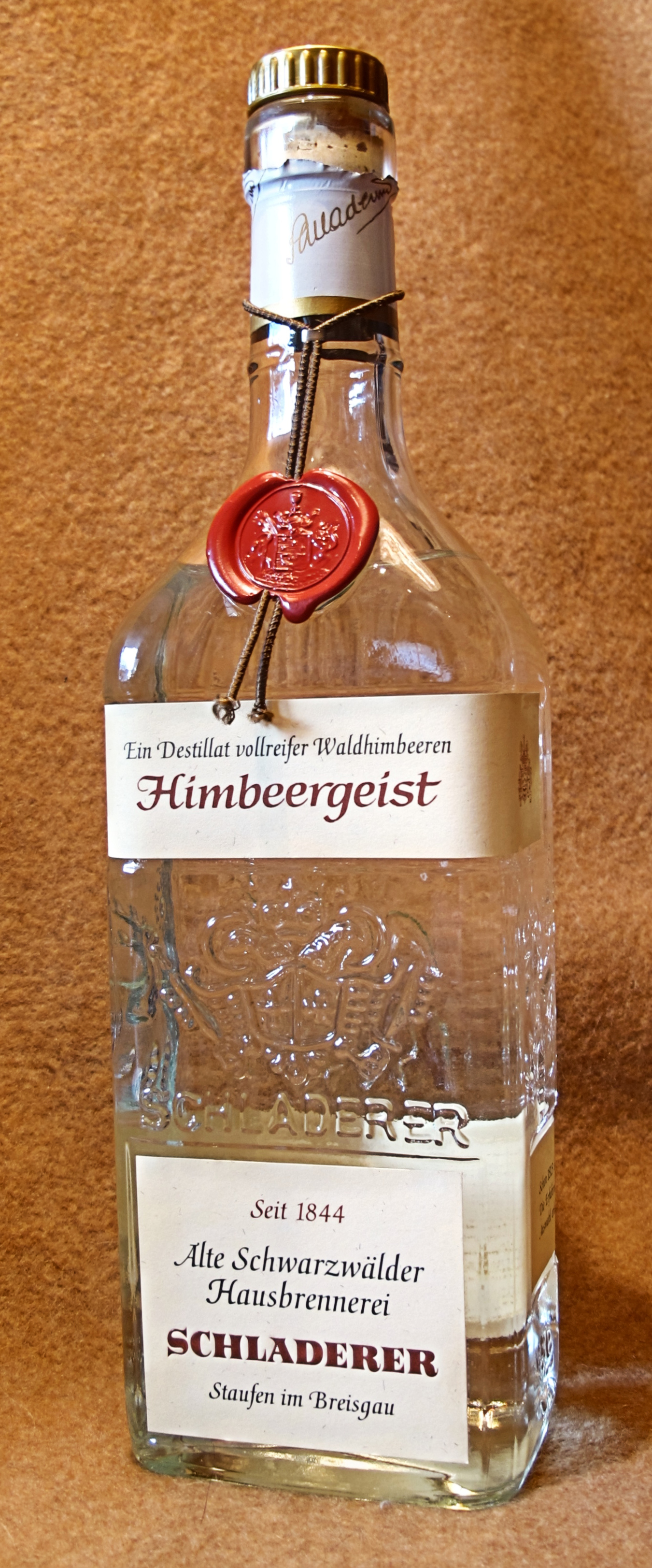
Himbeergeist درست شده از تمشک وحشی در منطقه سیاه جنگل آلمان